# Кафър ел-Шейх
Кафър ел-Шейх (на арабски: كفر الشيخ‎) е град и административен център на областта със същото име в Египет. Намира се на 134 km на север от столицата Кайро, в делтата на река Нил. При преброяването през 2006 г. градът има 147 380 жители.